# Taranaki Rugby Football Union
‌
Maillots
Actualités
Dernière mise à jour : 7 août 2025.
La Taranaki Rugby Football Union est la fédération de rugby à XV pour la province de Taranaki en Nouvelle-Zélande. Elle chapeaute une vingtaine de clubs et son équipe représentative évolue dans le championnat des provinces, le NPC.

## Historique
Une équipe de Taranaki joue pour la première fois en 1885 mais la fédération n'est créée qu'en 1889. Taranaki remporte deux fois le championnat de première division. Elle détient aussi le Ranfurly Shield à sept reprises.
Considérée comme une province relativement mineure du rugby néo-zélandais, elle fournit néanmoins 75 joueurs à l'équipe nationale, dont cinq capitaines (Alan Reid (en), John Graham, Graham Mourie, Reuben Thorne et Scott Barrett).
Elle remporte pour la première fois le championnat des provinces en 2014, en battant Tasman en finale 36 à 32.

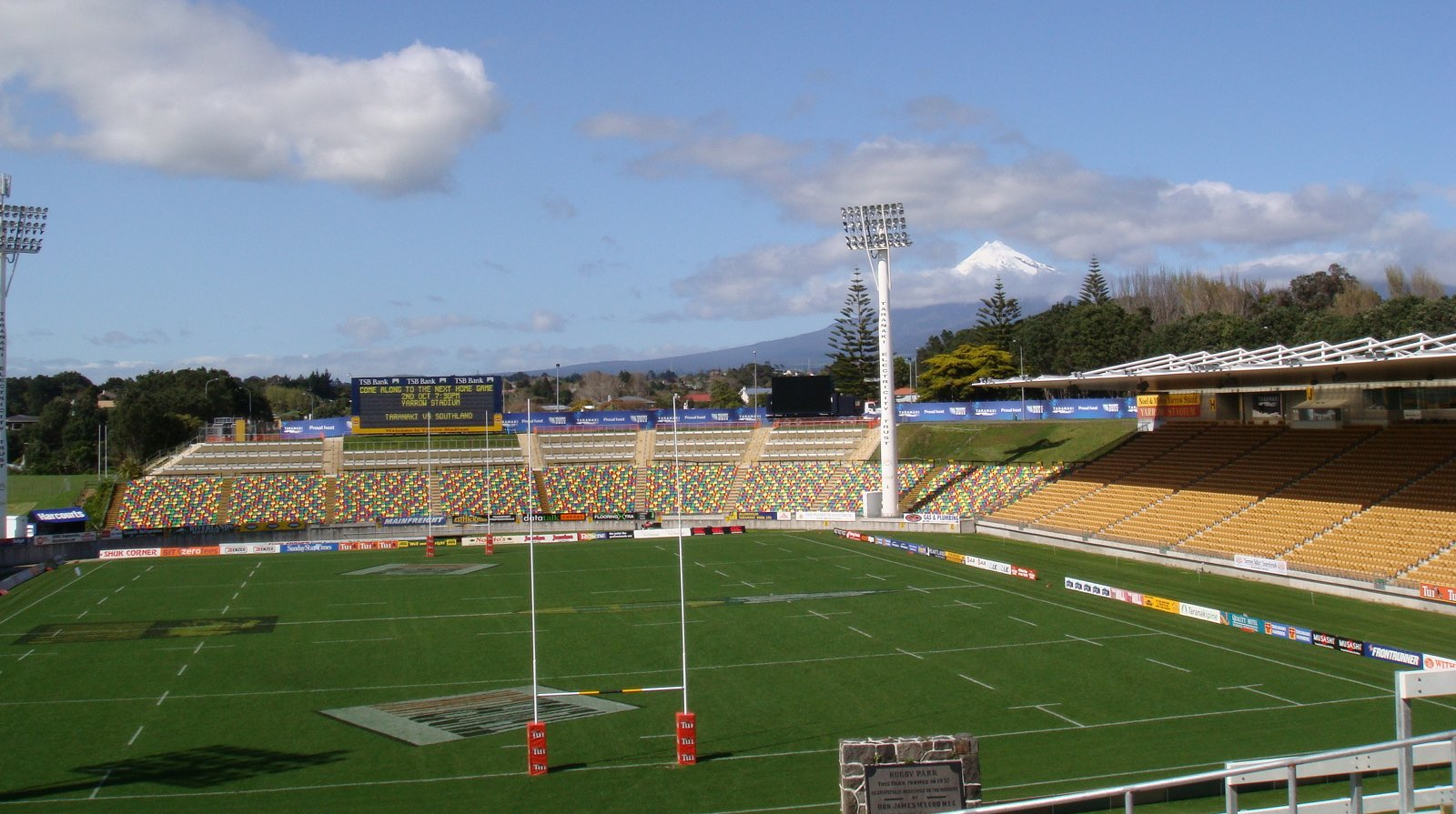
Yarrow Stadium, New Plymouth

Comme chaque province, Taranaki est associé à une des équipes néo-zélandaises du Super Rugby. Entre 1996 et 2012, ses joueurs peuvent être sélectionnés par les Hurricanes de Wellington, et à partir de 2013, par les Chiefs.
La province remporte son deuxième championnat des provinces en 2023 en battant Hawke's Bay 22 à 19.

## Couleurs

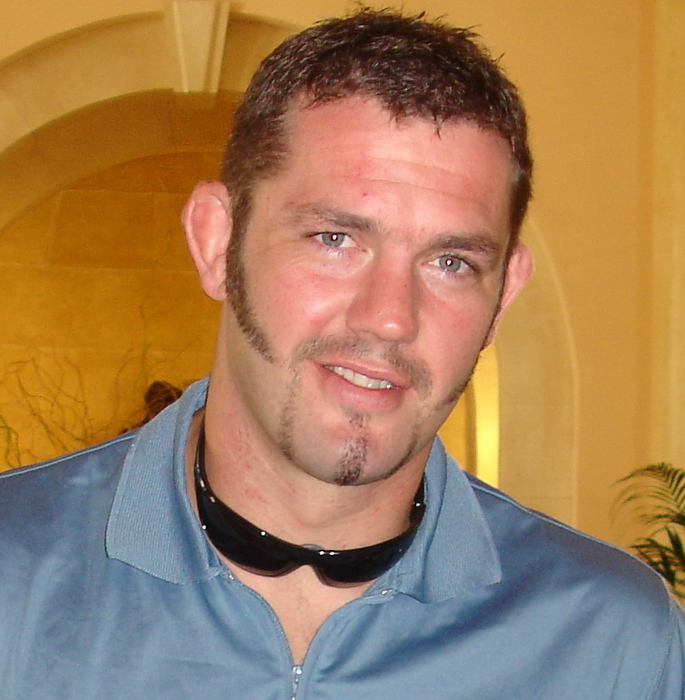
Reuben Thorne, l'un des quatre capitaines des All Blacks ayant porté les couleurs de Taranaki

Taranaki évolue en maillots cerclés jaunes et noir.

## Stades
Le stade principal de Taranaki est le Yarrow Stadium, situé dans la capitale de la province, New Plymouth.

## Palmarès
- Championnat des provinces (NPC) (2) : 2014, 2023.
- Ranfurly Shield (7) : 48 défenses victorieuses.

## Effectif 2025
| Piliers - Perry Lawrence - Mitch O'Neill - Reuben O'Neill (en) - Jared Proffit (en) - Keightley Watson Talonneurs - Harry Hansen - JJ Pokai - Bradley Slater (en) Deuxièmes lignes - Scott Barrett - Josh Lord - Jesse Parete (en) - Fiti Sa (en) - Jayden Sa - Tupou Vaa'i | Troisièmes lignes - Kaylum Boshier (en) - Hemopo Cunningham - Michael Loft (en) - Arese Poliko (en) - Sage Walters-Hansen Demis de mêlée - Logan Crowley (en) - Adam Lennox (en) - Leone Nawai (en) Demis d'ouverture - Beauden Barrett - Josh Jacomb (en) - Brayton Northcott-Hill | Centres - Jordie Barrett - Meihana Grindlay (en) - Daniel Rona (en) - Josh Setu Ailiers/arrières - Kini Naholo (en) - Taniela Rakuro (en) - Willem Ratu - Jacob Ratumaitavuki-Kneepkens (en) - Obey Samate - Vereniki Tikoisolomone (en) |

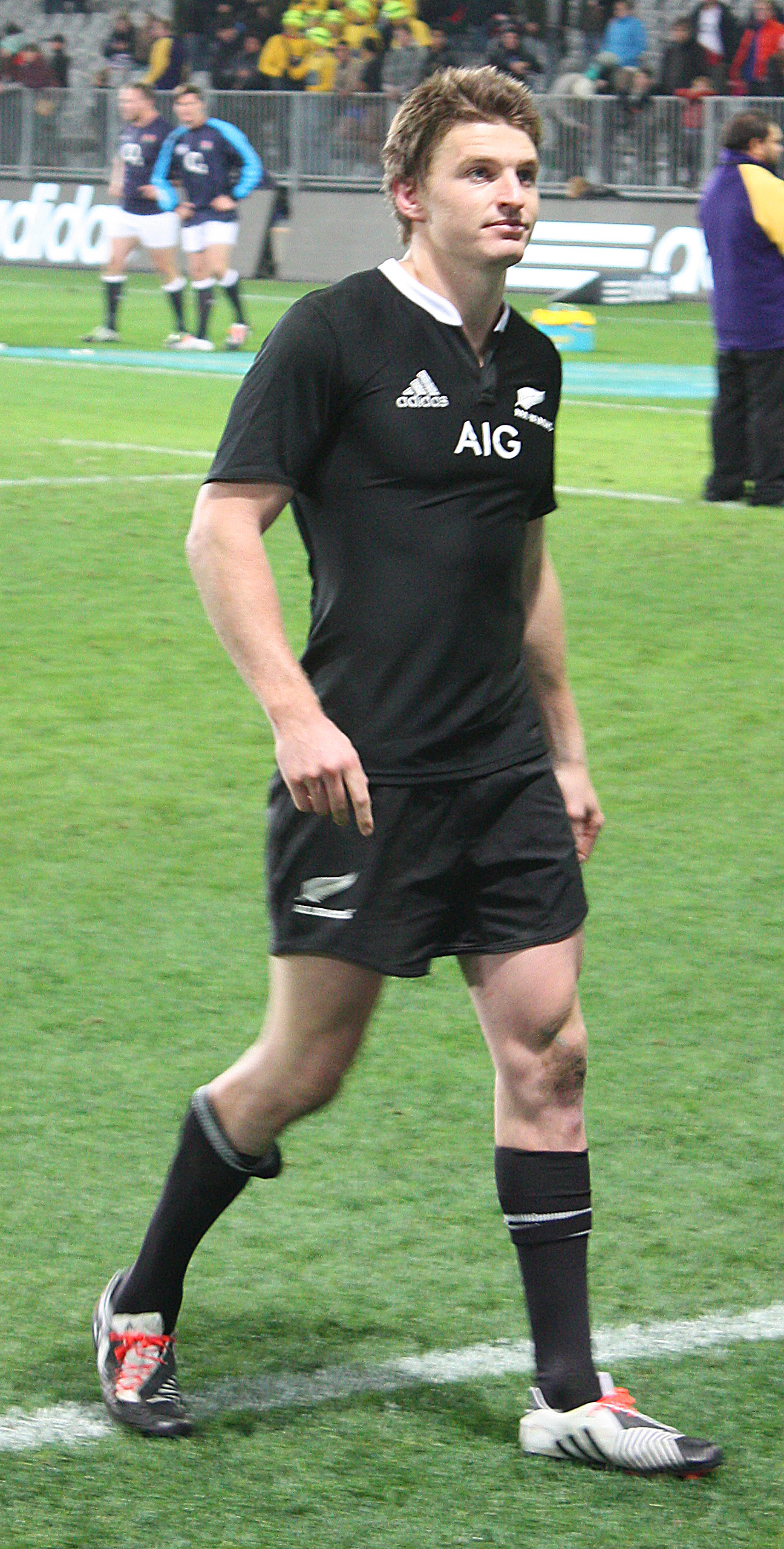
Beauden Barrett, All Black, demi d'ouverture de Taranaki

## Joueurs emblématiques
Sauf précision, tous sont néo-zélandais.
- Mark Allen
- Beauden Barrett
- Jordie Barrett
- Kevin Barrett
- Scott Barrett (capitaine des All Blacks)
- Kieran Crowley
- Jason Eaton
- John Graham (capitaine des All Blacks)
- David Holwell
- Andrew Hore
- Brock James (Australie)
- Census Johnston (Samoa)
- Sisa Koyamaibole (Fidji)
- Josh Lord
- Chris Masoe
- Graham Mourie (capitaine des All Blacks)
- Alan Reid (en) (capitaine des All Blacks)
- Mahonri Schwalger (Samoa)
- Conrad Smith
- Nemia Soqeta (Fidji)
- Pita Gus Sowakula
- Reuben Thorne (capitaine des All Blacks)
- Paul Tito
- Tupou Vaa'i